# (9349) Lucas
(9349) Lucas (1991 SX) – planetoida z pasa głównego asteroid okrążająca Słońce w ciągu 3,49 lat w średniej odległości 2,3 j.a. Odkryta 30 września 1991 roku.